# Неоклассики (Украина)
«Неокла́ссики» — группа украинских поэтов и писателей-модернистов 1920-х гг.
К ней принадлежали Н. Зеров, М. Драй-Хмара, М. Рыльський, В. Петров (В. Домонтович), Павло Филипович, Юрий Клен (О. Бургардт). Они отмежёвывались от так называемой пролетарской культуры, стремились к преемственности с искусством ушедших эпох, отдавали предпочтение историко-культурной и морально-психологической проблематике.
В отличие от прочих групп, «неоклассики» не стремились оформиться организационно и не выступали с идейными или эстетическими манифестами. Однако их присутствие в литературной жизни Украины было весомым — не только в творчестве, но и участием в литературных дискуссиях 1925—1928 гг. Власть восприняла подобную позицию как непризнание советской действительности.
Поэтому в 1935 г. были арестованы Н. Зеров, Павел Филипович, М. Драй-Хмара, которые обвинялись в шпионаже в пользу иностранных государств, в подготовке и попытке совершения покушений на представителей советской власти и партии и в принадлежности к «тайной контрреволюционной организации, возглавляемой профессором Николаем Зеровым».
Проходил по этому же делу и неоклассик Максим Рыльский, однако через некоторое время был освобождён. Позднее Рыльский стал одним из известнейших писателей украинской советской литературы. В. Петров (Домонтович) стал сотрудником НКВД, был внедрён в среду украинских националистов, имел широкую известность в эмигрантской литературе вплоть до возвращения в СССР в 1949 г. Юрий Клен (О. Бургардт), воспользовавшись своим немецким происхождением, в 1932 г. выехал на лечение в Германию и не вернулся. Н. Зеров и П. Филипович были этапированы с Соловков, где содержались в заключении, и расстреляны в Сандармохе (Карелия) в 1937 г., М. Драй-Хмара умер в концлагере на Колыме в 1939 г.